# Коперно
Коперно (пол. Koperno, нім. Küppern) — село в Польщі, у гміні Ґубін Кросненського повіту Любуського воєводства.
Населення — 61 особа (2011).
У 1975-1998 роках село належало до Зеленогурського воєводства.

## Демографія
Демографічна структура станом на 31 березня 2011 року:
|          | Загалом | Допрацездатний вік | Працездатний вік | Постпрацездатний вік |
| -------- | ------- | ------------------ | ---------------- | -------------------- |
| Чоловіки | 32      | 6                  | 25               | 1                    |
| Жінки    | 29      | 1                  | 24               | 4                    |
| Разом    | 61      | 7                  | 49               | 5                    |